# La Course by Le Tour de France
La Course by Le Tour de France – kobiecy kolarski wyścig jednodniowy (tzw. „klasyk”) rozgrywany od 2014 roku w Paryżu we Francji w tym samym dniu, w którym odbywa się ostatni etap męskiego wyścigu Tour de France. Od 2016 roku jest częścią cyklu najważniejszych zawodów kolarskich dla kobiet – UCI Women’s World Tour.
Wyścig organizowany jest przez francuską organizację sportową Amaury Sport Organisation (ASO), która zajmuje się także edycją takich wyścigów kolarskich jak Tour de France, czy też jednodniowy Paryż-Nicea. Trasę zawodów stanowi 13 okrążeń wokół Pól Elizejskich w Paryżu o łącznej długości 89 km.
Ostatnia edycja wyścigu odbyła się w 2021, po czym został on zastąpiony wieloetapowym Tour de France Femmes.

## Lista zwyciężczyń
Opracowano na podstawie:
| Rok  | Pierwsze             | Drugie                | Trzecie                |
| ---- | -------------------- | --------------------- | ---------------------- |
| 2014 | Marianne Vos         | Kirsten Wild          | Leah Kirchmann         |
| 2015 | Anna van der Breggen | Jolien D’Hoore        | Amy Pieters            |
| 2016 | Chloe Hosking        | Lotta Lepistö         | Marianne Vos           |
| 2017 | Annemiek van Vleuten | Lizzie Deignan        | Elisa Longo Borghini   |
| 2018 | Annemiek van Vleuten | Anna van der Breggen  | Ashleigh Moolman-Pasio |
| 2019 | Marianne Vos         | Leah Kirchmann        | Cecilie Uttrup Ludwig  |
| 2020 | Lizzie Deignan       | Marianne Vos          | Demi Vollering         |
| 2021 | Demi Vollering       | Cecilie Uttrup Ludwig | Marianne Vos           |